# Фриц, Герберт
Герберт Фриц (нем. Herbert Fritz; 27 октября 1916, Дюссельдорф  - 11 октября 1996, Обераммергау) – немецкий военачальник, майор вермахта во время Второй Мировой войны, бригадный генерал бундесвера. Кавалер  Рыцарского креста Железного креста за исключительную храбрость на поле боя (17 марта 1944).
На службе в вермахте Третьего Рейха с 1937 года.
Участник Второй Мировой войны. Сражался в составе 22-й танково-гренадерской бригады:
принимал участие во Французской кампании, Операции в Югославии, Операции Барбаросса, Битве за Кавказ, Кубанский плацдарм и сражениях за Крым.
В 1944 г. в должности гауптмана командовал 16-м полком Gebirgsjäger-Regiment 13.
С 1958 года – на службе в бундесвере ФРГ. Вышел в отставку в 1972 году.